# أبينا جوان براون
أبينا جوان براون (بالإنجليزية: Abena Joan Brown)‏ هي عاملة اجتماعية ومخرجة أمريكية، ولدت في 8 مايو 1928 في شيكاغو في الولايات المتحدة، وتوفي بنفس المكان في 12 يوليو 2015.